# Vilhelmina
Vilhelmina este un oraș în Suedia.

## Demografie
| \| Evoluția demografică a zonei urbane Vilhelmina, 1970–2015 \| Evoluția demografică a zonei urbane Vilhelmina, 1970–2015 \| Evoluția demografică a zonei urbane Vilhelmina, 1970–2015 \| Evoluția demografică a zonei urbane Vilhelmina, 1970–2015 \| Evoluția demografică a zonei urbane Vilhelmina, 1970–2015 \| \| --------------------------------------------------------------------------------------- \| --------------------------------------------------------- \| --------------------------------------------------------- \| --------------------------------------------------------- \| --------------------------------------------------------- \| \| An \| \| \| Locuitori \| \| \| 1970 \| 1970 \| \| 3.632 \| 3.632 \| \| 1975 \| 1975 \| \| 4.060 \| 4.060 \| \| 1980 \| 1980 \| \| 4.123 \| 4.123 \| \| 1990 \| 1990 \| \| 4.273 \| 4.273 \| \| 1995 \| 1995 \| \| 4.105 \| 4.105 \| \| 2000 \| 2000 \| \| 3.844 \| 3.844 \| \| 2005 \| 2005 \| \| 3.633 \| 3.633 \| \| 2010 \| 2010 \| \| 3.657 \| 3.657 \| \| 2015 \| 2015 \| \| 3.572 \| 3.572 \| \| Sursa: SCB - Statistika Centralbyrån, Folkmängden per tätort. Vart femte år 1960 - 2016 \| \| \| \| \| |      |  |           |       |
| Evoluția demografică a zonei urbane Vilhelmina, 1970–2015 |      |  |           |       |
| An |      |  | Locuitori |       |
| 1970 | 1970 |  | 3.632     | 3.632 |
| 1975 | 1975 |  | 4.060     | 4.060 |
| 1980 | 1980 |  | 4.123     | 4.123 |
| 1990 | 1990 |  | 4.273     | 4.273 |
| 1995 | 1995 |  | 4.105     | 4.105 |
| 2000 | 2000 |  | 3.844     | 3.844 |
| 2005 | 2005 |  | 3.633     | 3.633 |
| 2010 | 2010 |  | 3.657     | 3.657 |
| 2015 | 2015 |  | 3.572     | 3.572 |
| Sursa: SCB - Statistika Centralbyrån, Folkmängden per tätort. Vart femte år 1960 - 2016 |      |  |           |       |